# 撫養亞利桑那
《撫養亞利桑那》（英語：Raising Arizona）是一部1987年美國的犯罪喜劇電影，由科恩兄弟執導、編劇和監製，主演是尼古拉斯·基治、荷莉·亨特、威廉·佛塞、约翰·古德曼、法蘭西絲·麥朵曼。
這部電影被選入AFI百年百大喜劇電影。

## 演員
- 尼古拉斯·基治 飾演 Herbert "H.I."/"Hi" McDunnough
- 荷莉·亨特 飾演 Edwina "Ed" McDunnough
- 特雷·威森（英语：Trey Wilson） 飾演 Nathan Arizona Sr.
- 约翰·古德曼 飾演 Gale Snoats
- 威廉·佛塞 飾演 Evelle Snoats
- 山姆·麥克默瑞（英语：Sam McMurray） 飾演 Glen
- 法蘭西絲·麥朵曼 飾演 Dot
- 藍道·「特斯」·考柏（英语：Randall "Tex" Cobb） 飾演 Leonard Smalls
- T.J. Kuhn 飾演 Nathan Arizona Jr.
- Lynne Dumin Kitei 飾演 Florence Arizona
- 沃倫·基思（英语：Warren Keith） 飾演 年輕的FBI探員
- Henry M. Kendrick 飾演 年長的FBI探員
- Charles 'Lew' Smith 飾演 Whitey
- M·埃米特·沃爾什（英语：M. Emmet Walsh） 飾演 Machine Shop Ear-Bender
- Patrick McAreavy 飾演 Whitetail Ferguson

## 外部連結
- 互联网电影数据库（IMDb）上《Raising Arizona》的资料（英文）
- TCM电影资料库上《Raising Arizona》的资料（英文）
- 爛番茄上《Raising Arizona》的資料（英文）
- Metacritic上《Raising Arizona》的資料（英文）
- Box Office Mojo上《Raising Arizona》的資料（英文）